# Сямичи
Сямичи — деревня в Шекснинском районе Вологодской области.
Входит в состав сельского поселения Нифантовского, с точки зрения административно-территориального деления — в Нифантовский сельсовет.
Расстояние по автодороге до районного центра Шексны — 13 км, до центра муниципального образования Нифантово — 11 км. Ближайшие населённые пункты — Дьяконовское, Иванково, Толстово.
По переписи 2002 года население — 20 человек (10 мужчин, 10 женщин). Всё население — русские.